# Tu misterioso alguien
«Tu misterioso alguien» es una canción interpretada por el grupo musical argentino Miranda!, lanzada como el tercer y último sencillo de su cuarto álbum de estudio, Miranda es imposible! (2009). La canción fue escrita por Ale Sergi (vocalista de la banda) y producida por el compositor Cachorro Lopez. En el año 2023 se relanzó una versión nueva con el cantante Andrés Calamaro para su album Hotel Miranda!.

## Recepción

### Rendimiento comercial
Durante una pausa en las grabaciones de La Voz Argentina, el talent show de Telefe, los jueces Alejandro Sergi y Juliana Gattas, integrantes del dúo, interpretaron su canción «Tu misterioso alguien», originalmente lanzada en 2009. La banda del programa los acompañó en esta reinterpretación, que se convirtió en un video viral en las redes sociales. A raíz de esto, muchos oyentes buscaron la versión original de la canción en plataformas de streaming.

## Vídeo musical
Fue filmado en el Parque del Ischigualasto o Valle de la Luna en la provincia argentina de San Juan y fue lanzado en el canal oficial de la banda en junio del 2010, actualmente cuenta más de 10 millones de vistas en YouTube.
En el vídeo se nos muestran a los integrantes de la banda vestidos de mineros y trabajando en ella en dicho lugar.

### Créditos
| - Leo Damario – Director. - Banana Films – Productora. - Daniel Rino Arreaza – Director de fotografía. - Mariano Anttonieti – Productor ejecutivo. - Maria Bethania Medina – Jefe de producción. | - Walter Deluchi – Estilismo. - Carolina Perez Goñi – Dirección de arte. - Liberty – Post. - Civiles / Rebel Management – Talentos. - Paola Miranda – Artista invitado. - Restart – Artista invitado. |

## Lista de canciones
- Promo CD[9]

| N.º | Título                  | Duración |  |
| 1.  | «Tu misterioso alguien» | 4:04     |  |

## Posicionamiento en listas

### Semanales
| País      | Lista                 | Mejor posición |
| 2025      | 2025                  | 2025           |
| --------- | --------------------- | -------------- |
| Argentina | Argentina Hot 100     | 1              |
| Argentina | Ranking Semanal CAPIF | 1              |
| Bolivia   | Bolivia Songs         | 5              |
| Chile     | Chile Songs           | 19             |

## Historial de lanzamiento
| Región | Fecha              | Formato              | Discográfica | Ref.   |
| ------ | ------------------ | -------------------- | ------------ | ------ |
| Mundo  | 5 de julio de 2010 | CD, descarga digital | Pelo Music   | [ 14 ] |